# Ortodossia (singolo)
Ortodossia è il primo singolo del gruppo musicale italiano CCCP - Fedeli alla linea, pubblicato nel 1984.

## Descrizione

### Spara Jurij
Il brano Spara Jurij si riferisce a un incidente avvenuto il 1º settembre 1983, quando dei caccia sovietici abbatterono il Volo Korean Air Lines 007 fuori rotta e sconfinato nello spazio aereo sovietico, credendolo un aereo spia statunitense e causando 269 vittime. Il tragico errore causò inoltre una inevitabile crisi dei rapporti tra le due superpotenze. Jurij Andropov, l'allora segretario generale del PCUS, è appunto lo Jurij della canzone. Inizialmente il pubblico non comprese immediatamente a chi fosse realmente riferita la canzone.
In merito alla genesi della canzone, il bassista Umberto Negri afferma che il 2 settembre 1983: «Giovanni entra, "Ciao Negri!" Si avvicina al microfono e commenta la notizia del giorno, un Boeing coreano abbattuto da un caccia sovietico. Poi si avvicina al microfono e grida: "Spara!!!"».
Dal 1986 durante i loro concerti, i CCCP erano soliti interrompere l'esecuzione del brano per dare spazio ad Annarella, la "benemerita soubrette", che, esibendo al pubblico i dischi del gruppo, esortava ad acquistarli dicendo: «Cittadine e cittadini, questi sono i miei gioielli, acquisiteli!». Tale formula ha beneficiato nel tempo di una valenza particolare nell'espressione artistica complessiva dei CCCP, tale da ispirare il titolo della raccolta Ecco i miei gioielli del 1992.

### Punk Islam
L'ispirazione e l'idea per il brano Punk Islam venne a Giovanni Ferretti osservando una scritta sui muri di una stazione della metropolitana di Berlino-Kreuzberg dove allora viveva.
La strofa «Wir sind die Türken von morgen» (in tedesco Noi siamo i turchi di domani) contenuta nel brano è ripresa dal brano Kebab Träume, scritto da Gabi Delgado dei Deutsch-Amerikanische Freundschaft e da questi pubblicato nel 1980. Il brano è stato eseguito dal vivo varie volte dai CCCP; inoltre è stato pubblicato anche da diversi gruppi punk tedeschi con il titolo Militürk, quali ad esempio Mittagspause nel 1979 e Fehlfarben nel 1980. Nel riff della canzone è presente inoltre una citazione del celebre brano dei Dead Boys Sonic Reducer del 1977. Il brano Kebab Träume è stato altresì riproposto nel 2018 da Massimo Zamboni, Angela Baraldi e Cristiano Roversi nell'album Sonata a Kreuzberg.

### Pubblicazione
Il singolo è stato stampato originalmente dall'etichetta discografica Attack Punk Records in formato 7" su vinile rosso con numero di catalogo SIXTH ATTACK. Per celebrare il trentennale dell'uscita, il disco è stato ristampato alla fine del 2014 dalla Universal in un'edizione limitata di mille copie, sempre su vinile rosso, con numero di catalogo 06025 470 8481 1. Ne esiste inoltre un'edizione promozionale, con copertina bianca, pubblicata dalla Attack Punk nel 1984 e un'edizione non ufficiale pubblicata in Giappone nel 2009.
L'immagine di copertina rappresenta in forma stilizzata tre soldati della NVA, l'Armata Popolare Nazionale della Repubblica Democratica Tedesca in uniforme solenne durante l'esecuzione a passo d'oca del cerimoniale del cambio della guardia presso la Neue Wache, l'allora "altare della patria" a Berlino Est. Non si tratta quindi, come spesso erroneamente citato, dei cosiddetti Vopos, degli agenti di polizia della Germania Est.

## Tracce
1. Live in Pankow – 2:40
2. Spara Jurij – 1:58
3. Punk Islam – 6:48

Durata totale: 11:26

## Formazione
- Giovanni Lindo Ferretti - voce
- Massimo Zamboni - chitarra
- Umberto Negri - basso, drum machine
- Danilo Fatur - voce, cori
- Annarella Giudici - voce, cori
- Silvia Bonvicini - voce, cori

## Edizioni
- 1984 - Ortodossia (Attack Punk Records, senza numero di catalogo, 7", promo, Italia)
- 1984 - Ortodossia (Attack Punk Records, SIXTH ATTACK, 7", Italia)
- 2009 - Ortodossia (senza etichetta né numero di catalogo, 7", Giappone)
- 2014 - Ortodossia (Universal Music Group, 06025 470 8481 1, 7", Europa)

## Cover
- Nel 1995 una cover del brano Spara Jurij è stata pubblicata nella raccolta Materiale resistente, interpretata dal coro I 101 di Fabbrico.
- I Modena City Ramblers, con Paolo Rossi, hanno realizzato una cover di Spara Jurij, pubblicata nel 2005 nell'album Appunti partigiani.